# 我妻悠香
我妻悠香（日语：／ Agatsuma Haruka，1994年12月18日—）是一名出生於日本埼玉縣的壘球選手，司職捕手，目前效力於日本壘球聯盟Bic Camera高崎。她曾隨隊參加2020年夏季奧林匹克運動會壘球比賽，結果獲得金牌。

## 獎項
- 日本女子壘球聯盟最佳九人：1回（捕手部門：2015年）